# Flora Gallica : Flore de France
Flora Gallica : Flore de France est une flore, publiée en 2014 par la Société Botanique de France et Biotope Éditions. Cet ouvrage est le fruit de la collaboration de 76 botanistes, durant 13 ans. Le rédacteur principal est Jean-Marc Tison, l'animateur du projet est Bruno de Foucault et François Guiol l'illustrateur principal.
Cette flore donne les clés de détermination de 6 200 taxons  de plantes vasculaires (Ptéridophytes, Gymnospermes, Angiospermes) présents sur le territoire français métropolitain et la Corse. Elle intègre le système phylogénétique APG III et se reporte au référentiel taxonomique « TAXREF »,. Elle prend aussi en compte les modèles architecturaux des arbres définis par Francis Hallé.
L'ouvrage se présente comme un outil de terrain (de 1,3 kg), en un seul volume au format compact avec couverture souple et plastifiée.

## Titre
Le titre Flora Gallica, s'inscrit dans une histoire des flores de France, en référence à celles de Jean-Louis-Auguste Loiseleur-Deslongchamps Flora Gallica, seu enumeratio plantarum in Gallia sponte nascentium... ainsi que Botanicon gallicum du botaniste suisse Jean Étienne Duby.

## Sommaire
Flora Gallica : Flore de France est structuré ainsi :
- Préface
- Introduction générale, avec :
  - Présentation des clés, abréviations utilisées et signes typographiques
  - Nomenclature phytosociologique
  - Les modèles architecturaux
- Clé générale des Trachéophytes
- Ptéridophytes
- Gymnospermes
- Angiospermes
  - Monocotylédones, par familles de A à Z
  - Dicotylédones, par familles de A à Z
- Glossaire des termes techniques
- Index des familles, genres et espèces
- Index des taxons occasionnels ou signalés par erreur
- Index des noms français (vernaculaires)

## Erratum
Un erratum a été publié en 2015 à la suite du signalement de plusieurs erreurs du premier tirage. Les corrections sont incluses dans les tirages suivants.